# فيضانات وسط تكساس في يوليو 2025
في تاريخ 4 إلى 7 يوليو 2025، شهدت منطقة تكساس هيل كانتري، وتحديدًا مقاطعة كير، بولاية تكساس الأمريكية، فيضاناً ضخماً وقاتلاً. ارتفع منسوب المياه على طول نهر غوادالوبي بسرعة ملحوظة عندما هطلت أمطار تراوحت بين 130 و280 ملم (5-11 بوصة) في فترة وجيزة. ونتيجةً لذلك، تأكدت وفاة ما لا يقل عن 104 أشخاص، منهم 84 شخصًا على الأقل في مقاطعة كير، و24 شخصًا على الأقل في عداد المفقودين. وقد نجم الفيضان عن مجمع حمل حراري متوسط الحجم، غذته جزئيًا بقايا العاصفة الاستوائية باري.
بدأت الفيضانات صباح الرابع من يوليو، بعد هطول أمطار غزيرة على وسط تكساس. وفي اليوم نفسه، أعلنت ست حالات طوارئ بسبب الفيضانات المفاجئة، شملت مدينتي كيرفيل وماسون. وارتفع منسوب نهر غوادالوبي حوالي 7.9 أمتار (26 قدمًا) في غضون 45 دقيقة. وارتفع منسوبه إلى ما يُقدر بـ 8.8 أمتار (29 قدمًا) في منطقة هانت، حيث أُعلن عن فقدان أكثر من 20 طفلًا من مخيم صيفي. وشهد الخامس من يوليو المزيد من التحذيرات من الفيضانات المفاجئة في منطقة بحيرة ترافيس، وهي جزء من مستجمع مياه نهر كولورادو (تكساس). وفي السادس من يوليو، ذكرت صحيفة نيويورك تايمز: "من بين جميع الفيضانات المميتة في الولايات المتحدة، بما في ذلك تلك الناجمة عن انهيارات السدود والأمطار الموسمية والأعاصير، من المرجح أن تُصنف فيضانات هيل كانتري من بين الأكثر فتكًا منذ عام 1925".
بعد الكارثة، وقَّع الحاكم جريج أبوت على إعلان كارثة على مستوى الولاية لعدة مقاطعات في وسط تكساس، كما وقَّع الرئيس الأمريكي ترامب على إعلان كارثة على مستوى الولاية لمقاطعة كير. وصل أكثر من 2000 متطوع إلى مقاطعة كير للمساعدة في عمليات البحث والإنقاذ. وتحركت عدة فرق إطفاء وإنقاذ تابعة للدولة ومتطوعون، بما في ذلك فريق من المكسيك، على طول نهر غوادالوبي. وقد جرى إنقاذ أكثر من 400 شخص من الفيضانات؛ وتمكن سباح واحد من إنقاذ 165 شخصًا.
أجرى مسؤولوا مقاطعة كير مراجعة للاستعدادات والاستجابة للفيضانات بعد الحادثة. حيث كانت المقاطعة تفتقر إلى نظام مستقل للتحذير من الفيضانات، على الرغم من أن أحد المسؤولين السابقين بالمقاطعة كان قد دعا إلى إنشاء مثل هذا النظام قبل تسع سنوات، كما أشار مفوض المقاطعة في ذلك الوقت إلى أن منطقتهم كانت الأكثر عرضة لخطر الفيضانات. وعُزي عدم المتابعة إلى التكلفة العالية لمثل هذا النظام، والافتقار إلى الدعم من السكان المحليين. وعلى الرغم من إخطار المسؤولين عندما بدأت الفيضانات في الرابع من يوليو، فقد استغرق الأمر عدة ساعات إضافية قبل إرسال أي رسائل تنبيه على مستوى المقاطعة.

## الخلفية والملخص الجوي

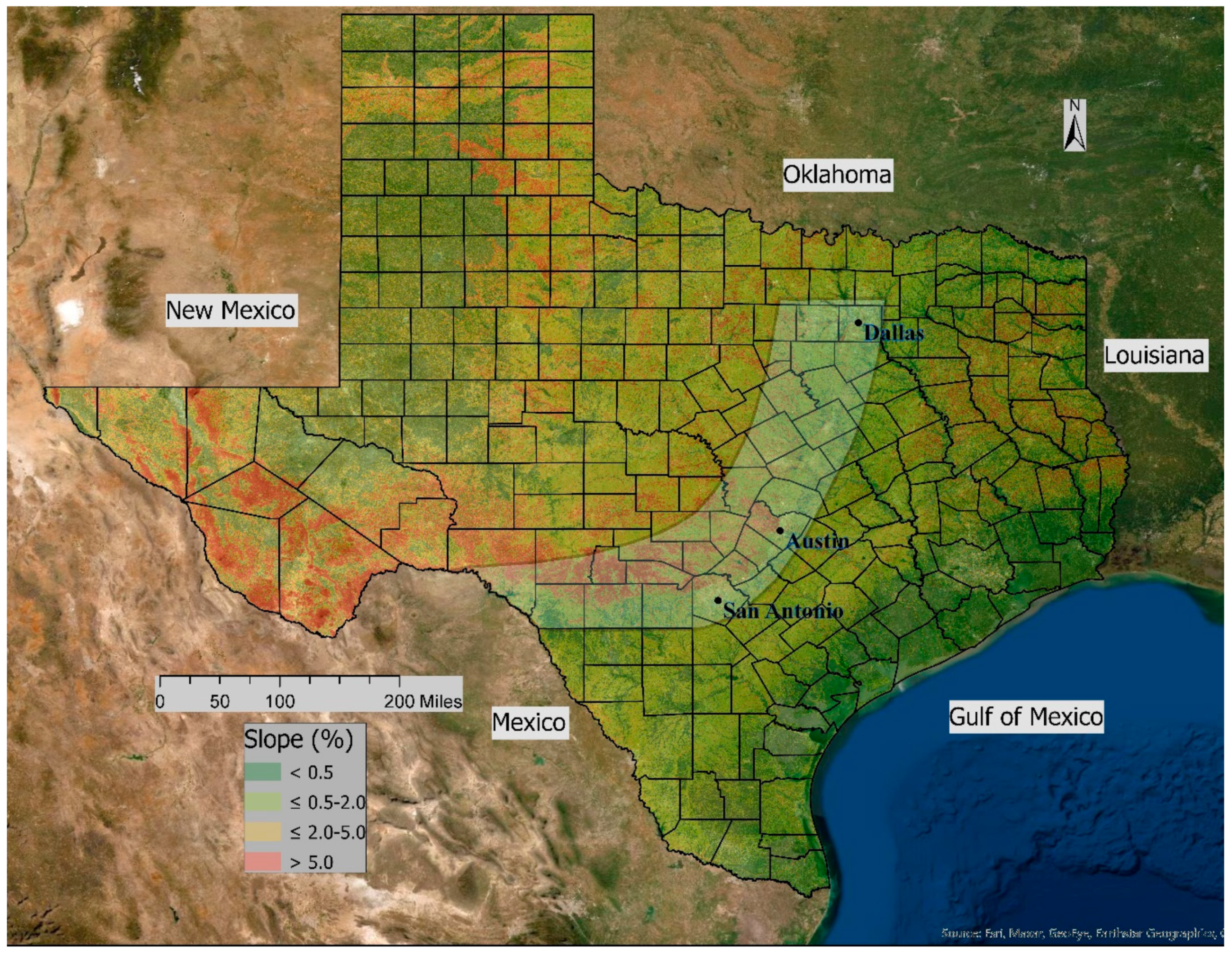
منطقة "ممر الفيضانات المفاجئة" في تكساس؛ المنطقة المنحنية الممتدة من دالاس إلى سان أنطونيو

تشتهر منطقة وسط تكساس، وتحديدًا منطقة هيل كانتري، بكونها عرضة للفيضانات الكبرى. تُعرف هذه المنطقة بأنها أحد أكثر المناطق عرضة لمخاطر الفيضانات المفاجئة في البلاد، وفقًا لهيئة نهر كولورادو السفلي. يحدث هذا بسبب مزيج من التلال شديدة الانحدار والتربة القاحلة التي تميل المياه إلى الجريان منها بسرعة، مما يؤدي إلى توجيه المياه بسرعة إلى الأنهار أثناء العواصف الممطرة. وقد غمرت مياه الفيضانات نهر غوادالوبي والأنهار المحيطة به في المنطقة عدة مرات في العقود الأخيرة، وكثيرًا ما كانت العواقب وخيمة. ويشمل ذلك الفيضانات التي حدثت في يوليو 1987 والتي أسفرت عن مقتل 10 أشخاص، والفيضانات التي حدثت في أكتوبر 1998 والتي أسفرت عن مقتل 31 شخصًا، والفيضانات التي حدثت في مايو 2015 على نهر بلانكو القريب والتي أسفرت عن مقتل 13 شخصًا، والفيضانات التي حدثت قبل ثلاثة أسابيع فقط من هذه الحادثة في سان أنطونيو القريبة والتي أسفرت عن مقتل 13 شخصًا.
وقد أشار تقرير الهيئة الحكومية الدولية المعنية بتغير المناخ، الفصل 12، إلى أن أحداث هطول الأمطار الغزيرة في وسط وشرق أمريكا الشمالية المرتبطة بظروف التذبذب الجنوبي النينيو أصبحت أكثر شيوعًا بسبب تغير المناخ.
في أواخر يوم 3 يوليو 2025، أصبحت الدورة المتبقية من المستوى المتوسط للعاصفة الاستوائية الأطلسية باري مدمجة في حوض متوسط المستوى أوسع يحتوي على رطوبة متبقية من شرق المحيط الهادئ الاستوائي. تطور هذا النظام إلى عواصف رعدية توقفت فوق وسط تكساس، مما تسبب في هطول أمطار غزيرة أدت إلى فيضانات مميتة في تلك المنطقة في الفترة من 4 إلى 7 يوليو، وخاصة على طول نهر غوادالوبي. في المجمل، سقط ما يزيد عن 1.8 تريليون جالون من الأمطار، أي ما يعادل أربعة أشهر من الأمطار، في أو حول منطقة هيل كانتري في تكساس.

## التأثيرات
في الصباح الباكر من يوم 4 يوليو، سقط ما يقارب 6.5 بوصة (170 مـم) من الأمطار في ثلاث ساعات فقط، مما أدى إلى العديد من عمليات الإنقاذ المتعلقة بالمياه. في هانت، تكساس، حيث يلتقي فرعا نهر غوادالوبي، سجل مقياس النهر ارتفاعًا قدره 22-قدم (6.7 m) ارتفع في ساعتين ثم وصل إلى 29 قدم (8.8 m). ارتفع منسوب النهر في اتجاه المجرى في كيرفيل إلى 21 قدم (6.4 m). وفي كومفورت ارتفع إلى 29.86 قدم (9.10 m). أصدرت مدينة كيرفيل إعلانًا بالكارثة في الرابع من يوليو في أعقاب الفيضانات. وقد سقط ما مجموعه 5–11 بوصة (130–280 مـم) من الأمطار على بعض المناطق التي شهدت تأثيرات فيضانات كبيرة.
استمرت الفيضانات حتى 5 يوليو، وأُعلنت حالتي طوارئ أخرى بسبب الفيضانات المفاجئة للمناطق المحيطة ببحيرة ترافيس شمال أوستن. وفي وقت لاحق، أُعلنت حالة طوارئ ثالثة بسبب الفيضانات المفاجئة في وسط مقاطعة كومال، وأبلغت "سلطات إنفاذ القانون المحلية عن فيضانات في نهر غوادالوبي". وقد سقطت 20.33 بوصة (516 مـم) من الأمطار شمال غرب ستريتر.

## الخسائر
| المقاطعة         | الوفيات |
| ---------------- | ------- |
| مقاطعة كير       | 96+     |
| مقاطعة كيندال    | 8       |
| مقاطعة ترافيس    | 8       |
| مقاطعة بيرنت     | 5       |
| مقاطعة ويليامسون | 3       |
| مقاطعة توم جرين  | 1       |
| المجموع          | 121+    |

| تاريخ    | حالات الوفاة | مفتقد |
| -------- | ------------ | ----- |
| 4 يوليو  | 24           | 23–25 |
| 5 يوليو  | 50           | 29+   |
| 6 يوليو  | 81           | 41    |
| 7 يوليو  | 104          | 24    |
| 8 يوليو  | 111          | 172+  |
| 9 يوليو  | 120          | 160+  |
| 10 يوليو | 121          | 160+  |

حتى 10 يوليو، جرى تأكيد مقتل 121 شخصًا بسبب الفيضانات. حيث جرى تأكيد ما لا يقل عن 96 حالة وفاة في مقاطعة كير (60 بالغًا و36 طفلًا)، وثمانية في مقاطعة كيندال، وسبعة في مقاطعة ترافيس، وخمسة في مقاطعة بيرنت، وثلاثة في مقاطعة ويليامسون، وواحدة في مقاطعة توم جرين.
كانت العديد من الوفيات التي وقعت في مقاطعة كير من بين الفتيات الصغيرات اللاتي كن يقمن في معسكر ميستيك، وهو معسكر صيفي مسيحي للفتيات فقط، يقع على بعد 6 ميل (10 كـم) جنوب غرب هانت. في 4 يوليو، أُعلن عن اختفاء 27 شخصًا من معسكر ميستيك. انخفض عدد الفتيات المفقودات إلى 10 في 7 يوليو. ثم أُعلن تأكيد بأن مدير معسكر ميستيك ديك إيستلاند، الذي اشترى المعسكر في عام 1974، كان من بين القتلى أيضًا. في السابع من يوليو، أفادت شبكة CNN أن 27 من المشاركين في المعسكر والمستشارين لقوا حتفهم في الفيضانات في معسكر ميستيك وأن عشر فتيات ومستشارًا ما زالوا في عداد المفقودين. وبحلول التاسع من يوليو، ظلت خمس فتيات ومستشار واحد في عداد المفقودين.
حتى 9 يوليو، كان هناك ما لا يقل عن 166 شخصًا في عداد المفقودين في عدة مقاطعات: 161 في مقاطعة كير، و4 في مقاطعة ترافيس، و1 في مقاطعة بيرنت.

## روابط خارجية
- أرشيف ملخصات الأمطار الغزيرة في تكساس من مركز التنبؤ بالطقس التابع للهيئة الوطنية للأرصاد الجوية
- ميزونيت غرب تكساس